# Aragorn
Aragorn II («Valor de rey» en sindarin) (Eriador, 1 de marzo de 2931 T. E. - Gondor, 1 de marzo de 120 C. E.) es un personaje ficticio del legendarium de J. R. R. Tolkien, coprotagonista de las tres novelas de El Señor de los Anillos. Era capitán de los montaraces del norte, segundo de ese nombre, hijo de Arathorn II y Gilraen, apodado Trancos en Bree, conocido como Thorongil (el "Águila de la estrella") en Rohan y Gondor en los días de Thengel y Ecthelion II, respectivamente, de niño conocido en Rivendel como Estel ("Esperanza"), capitán de los Pueblos Libres durante la Guerra del Anillo y después, gobernante del Reino Unificado de Gondor y Arnor bajo el nombre de Elessar Telcontar.
Aragorn lideró la Comunidad del Anillo tras la caída de Gandalf en las Minas de Moria mientras luchaba contra el Balrog. Cuando se rompió la Comunidad, siguió a los hobbits Meriadoc Brandigamo y Peregrin Tuk con la ayuda del elfo Legolas y el enano Gimli al bosque Fangorn. Luego luchó en la batalla del Abismo de Helm y en la Batalla de los Campos del Pelennor. Después de derrotar a las fuerzas de Sauron en Gondor, lideró un ejército de Gondor y Rohan contra la Puerta Negra de Mordor para distraer la atención de Sauron para que Frodo Bolsón y Samsagaz Gamyi pudieran tener la oportunidad de destruir el Anillo Único en el Monte del Destino.

## Historia
Aragorn nació el 1 de marzo de 2931 T. E. Era el cuadragésimo descendiente directo por línea paterna de Elendil, Alto Rey de Gondor y Arnor, por lo tanto, también desciende del primer rey de Númenor, Elros Tar-Minyatur, hermano gemelo de Elrond. Era conocido simplemente como «el heredero de Isildur». Arador era el padre de Arathorn II y abuelo de Aragorn, a pronta edad fue asesinado por un trol en los Páramos Fríos, cerca del Bosque de los Trolls. Su hijo Arathorn II fue nombrado capitán de los Montaraces del Norte, contando con sesenta años (temprana edad para su estirpe); murió al recibir un certero flechazo en un ojo durante un ataque a una banda de orcos. En ese momento Aragorn tenía dos años de edad. 
Dírhael, el padre de Gilraen la Bella, que era vidente, no quería que Arathorn desposara a su hija porque todavía no tenía la edad suficiente para casarse según dictaban las costumbres de los dúnedain y porque había predicho que su esposo iba a morir a temprana edad. Pero la madre de Gilraen, Ivorwen, que también era vidente, dijo que era menester que se casaran porque predijo que el hijo de Gilraen iba a ser la última esperanza de su pueblo.
A la muerte de Arathorn, Gilraen llevó a Aragorn a vivir a Imladris, quien fue criado por Elrond. Su linaje se mantuvo en secreto, ya que Elrond temía que Sauron se enterara de su verdadera identidad como heredero de Isildur, siendo rebautizado como Estel ("esperanza" en Sindarin). No se le habló de su herencia hasta que alcanzó la mayoría de edad en el año 2951 T. E.
Elrond le reveló a Aragorn su verdadero nombre y ascendencia, y le entregó los fragmentos de la espada Narsil de Elendil y también el Anillo de Barahir. Le retuvo el Cetro de Annúminas hasta que se ganó el derecho a poseerlo. Aragorn conoció y se enamoró de Arwen, la hija de Elrond (a quien confundió con Lúthien), cuando ella regresó de Lórien, la tierra natal de Celebrían, su madre.
A partir de entonces, Aragorn asumió su papel como el decimosexto capitán de los Montaraces del Norte, viviendo con el resto de su pueblo, cuyo reino había sido destruido a través de guerras civiles y regionales siglos antes.
Aragorn conoció a Gandalf el Gris en el año 2956 T. E., y se hicieron amigos íntimos. Los Montaraces ayudan a proteger la Comarca, habitada por los diminutos Hobbits. En las áreas alrededor de la Comarca y Bree se le conoció como "Trancos".
Desde el año 2957 T. E. hasta el año 2980 T. E., Aragorn realizó grandes viajes, sirviendo en los ejércitos del rey Thengel de Rohan (el padre del rey Théoden) y del senescal Ecthelion II de Gondor (el padre de Denethor). Sus tareas ayudaron a elevar la moral en Occidente y a contrarrestar la creciente amenaza de Sauron y sus aliados, adquiriendo la experiencia que luego utilizaría en la Guerra del Anillo. Aragorn sirvió a sus señores durante ese tiempo bajo el nombre de Thorongil (Águila de la Estrella). Con un pequeño escuadrón y unos barcos de Gondor, lideró un asalto en Umbar en el año 2980 T. E., quemó muchos de los barcos de los Corsarios y mató personalmente al capitán. Después de la victoria en Umbar, Thorongil abandonó el campo, y se fue a Lórien.
En el año 2980 T. E., visitó Lórien, y allí nuevamente se encontró con Arwen. Él le dio una herencia de su linaje, el Anillo de Barahir, y, en la colina de Cerin Amroth, Arwen le prometió su mano en matrimonio, renunciando a su linaje élfico y aceptando la mortalidad. Elrond le negó a Aragorn el permiso para casarse con su hija hasta que fuera rey de Gondor y Arnor. Para casarse con un mortal, Arwen tendría que elegir la mortalidad y Elrond temía que, al final, a Arwen le resultara demasiado difícil soportar la muerte.
Gandalf más tarde descubrió que el anillo que poseía Bilbo Bolsón era el Anillo Único. Gandalf le pidió a Aragorn que rastreara a Gollum, quien previamente había poseído el Anillo. Esta caza llevó a Aragorn a cruzar Rhovanion, capturando finalmente a Gollum en la Ciénaga de los Muertos al noroeste de Mordor, llevándolo cautivo ante el rey Thranduil en el Bosque Negro, donde Gandalf lo interrogó.

### La comunidad del Anillo
En la Comunidad del Anillo, Aragorn se unió a Frodo Bolsón, el sobrino y heredero de Bilbo, Samsagaz Gamyi, Meriadoc Brandigamo y Peregrin Tuk en la posada de El Póney Pisador en Bree. Una carta de Gandalf convenció a Frodo para que confiara en Aragorn. Los cuatro hobbits habían salido de la Comarca para llevar el Anillo Único a Rivendel. Aragorn, tenía entonces 87 años, estando en plena madurez para uno de ascendencia real númenóreana. Con la ayuda de Aragorn, los hobbits escaparon de la persecución de los Nazgûl y llegaron a Rivendel. Allí Frodo se ofreció como voluntario para destruir el Anillo en los fuegos del Monte del Destino, y Aragorn fue elegido como miembro de la Comunidad del Anillo para acompañarlo, junto con Gandalf, Legolas, Gimli, Boromir de Gondor y los hobbits Pippin, Merry y el fiel jardinero de Frodo, Samsagaz Gamyi . Los herreros elfos reforjaron los fragmentos de Narsil en una nueva espada, estableciendo en el diseño de la hoja siete estrellas (por Elendil) y una luna creciente (por Isildur), así como muchas runas. Aragorn cambió el nombre de la espada a Andúril ("Llama del oeste" en sindarin), y se dice que brilló con la luz del Sol y la Luna.
Aragorn acompañó al grupo a través de su intento de cruzar el paso de Caradhras, y posteriormente a través de las minas de Moria. Después de que Gandalf cayó en las profundidades de Moria en una batalla con un Balrog, Aragorn condujo a la compañía a Lothlórien y luego bajó el río Anduin a las Cataratas de Rauros. Originalmente, planeaba ir a Gondor para ayudar a su gente en la guerra, pero después de la pérdida de Gandalf se preocupó cada vez más por sus responsabilidades para con Frodo y la compañía.

### Las Dos Torres
La Comunidad se derrumbó rápidamente: Frodo había decidido continuar su viaje solo (acompañado por Sam) y Boromir fue asesinado mientras defendía a Merry y Pippin, quienes fueron capturados por los orcos. Aragorn, Legolas y Gimli se pusieron en marcha para rastrear a los Uruk-hai, con la esperanza de rescatar a Merry y Pippin. Se encontraron con Éomer, que estaba persiguiendo una incursión de orcos en Rohan. Aragorn se enteró, por medio de Éomer, que los orcos que secuestraron a Merry y Pippin habían sido asesinados, y que no se encontraron hobbits entre los restos. Angustiado, condujo a Legolas y Gimli al sitio de la batalla. Las pistas llevaron a Aragorn a creer que los hobbits aún podrían estar vivos, lo que lo llevó a dirigir el grupo al bosque de Fangorn. No encontraron a los hobbits, sino a Gandalf el Blanco (a quien confundieron inicialmente con Saruman), que había sido resucitado para continuar sus deberes en la Tierra Media. Gandalf les dijo que los hobbits estaban al cuidado de los Ents de Fangorn. Juntos, los cuatro viajaron a Edoras en Rohan, donde Gandalf liberó a Théoden del encantamiento de Saruman y lo ayudó a reunir a los Rohirrim contra Saruman. Aragorn, Legolas y Gimli ayudaron a Rohan en la Batalla del Abismo de Helm, en la que el ejército de Saruman fue destruido.

### El Retorno del Rey
Aragorn usó el Palantir de Orthanc y se reveló a Sauron como el heredero de Isildur, para distraer la atención de Sauron sobre Frodo, quien se estaba acercando a Mordor. Sauron posteriormente atacó a Minas Tirith prematuramente y sin la preparación adecuada. Para llegar a la ciudad a tiempo para defenderla, Aragorn entró a los Senderos de los Muertos y convocó al Ejército de los Muertos de El Sagrario a la Piedra de Erech. Los Muertos debían lealtad a Aragorn como heredero de Isildur. Isildur y Malbeth el Vidente habían profetizado milenios antes que los Muertos serían convocados para pagar su deuda por haber traicionado a Gondor. Con su ayuda, los Corsarios de Umbar fueron derrotados en el puerto de Pelargir. Usando los barcos de los corsarios, Aragorn luego navegó por el Anduin a Minas Tirith con una pequeña fuerza de Montaraces y un gran contingente de hombres y soldados de las regiones del sur de Gondor. Cuando se acercaron a Minas Tirith, Aragorn desplegó el estandarte real que Arwen había hecho para él, mostrando tanto el Árbol Blanco de Gondor como la corona enjoyada y siete estrellas de la Casa de Elendil. Con la ayuda de las fuerzas del sur, los ejércitos de Gondor y Rohan se unieron y derrotaron al ejército de Sauron en la Batalla de los Campos del Pelennor.
Para continuar distrayendo la atención de Sauron de la búsqueda de Frodo, Aragorn condujo a los ejércitos del Oeste a las puertas de Mordor, donde Sauron atacó con una fuerza abrumadora. Pero en ese momento el Anillo fue destruido, y Sauron y sus fuerzas fueron derrotados.

#### Trono de Gondor
La restauración de la casa de Elendil al trono de Gondor es un argumento secundario de El Señor de los Anillos; Las aventuras de Aragorn no solo ayudan a Frodo en su búsqueda, sino que también lo acercan más a su propia realeza, que, aunque por derecho y linaje, no se ha reclamado durante siglos debido a circunstancias históricas, legales y militares. Aunque Isildur y su hermano Anárion habían gobernado Gondor conjuntamente, la casa real de Gondor descendió de Anárion y no directamente de Isildur. Después de la partida de Isildur, Meneldil, hijo de Anárion, gobernó solo a Gondor, aunque el título formal de Rey Supremo permaneció con el linaje de Arnor, ya que Isildur era el hijo mayor de Elendil. Cuando el trono de Gondor quedó vacante en el año 1944 T. E., la separación de los reinos aumentó cuando en Gondor, bajo el mando del senescal Pelendur, se rechazó el reclamo del príncipe de Arthedain, Arvedui. (Eärnil, un miembro lateral de la Casa de Anárion, finalmente fue elegido rey en su lugar.) Pero la esposa de Arvedui también era de la Casa de Anárion, por lo que Aragorn descendió no solo de Elendil e Isildur, sino también de Anárion. Para la época de El Señor de los Anillos, sin embargo, Gondor había estado bajo el gobierno de los Senescales de Gondor durante siglos, ya que se dudaba ampliamente de que alguna de las líneas reales aún viviera.
El senescal Denethor, quien años antes había visto a Thorongil como un rival por el favoritismo de su padre, declaró que no se inclinaría ante un descendiente de Isildur. Aragorn curó a Faramir, el heredero de Denethor, de quien se esperaba su muerte; Faramir, a diferencia de su padre, reconoció a Aragorn como su señor y el legítimo heredero del trono. La humildad y el sacrificio de Aragorn le ganaron los corazones de los habitantes de la capital de Gondor. Sus habilidades curativas fueron notadas también por el pueblo de Gondor; como dijo Ioreth , "Las manos del rey son manos que curan. Así el legítimo rey podría ser reconocido...". La gente aclamó a Aragorn como Rey esa misma tarde.
Sin embargo, a pesar de su popularidad inmediata, Aragorn decidió dejar de lado su derecho al trono por el momento. Para evitar el conflicto, dejó Minas Tirith y se negó a entrar nuevamente hasta que fue coronado Rey.
Con el fin de garantizar un paso seguro a través de Mordor para que Frodo cumpliera su misión, Aragorn luego dirigió al Ejército del Oeste desde Minas Tirith para distraer a Sauron en la Puerta Negra de Mordor en la Batalla de Morannon. Gandalf actuó como portavoz principal en la reunión con la Boca de Sauron; pero Aragorn lideró a las tropas aliadas durante la batalla.

#### Reino Unificado y fin de la comunidad del Anillo
Tras la derrota de Sauron, Aragorn fue coronado como el rey Elessar (un nombre quenya que Galadriel le dio, traducido como Piedra de Elfo), y se casó con Arwen poco después. Se convirtió en el vigésimo sexto rey de Arnor, trigésimo quinto rey de Gondor y el primer gran rey del Reino Unificado. Su línea fue llamada la Casa de Telcontar (en quenya "Trancos", su nombre en Bree). En los Apéndices, explican que Aragorn gobernó los Reinos de Gondor y Arnor hasta el año 120 de la Cuarta Edad. Su reinado estuvo marcado por una gran armonía y prosperidad dentro de Gondor y Arnor, y por una renovación de la comunicación y la cooperación entre hombres, elfos y enanos, fomentada por su vigorosa campaña de reconstrucción después de la guerra. Aragorn lideró las fuerzas del Reino Unificado en campañas militares contra los Hombres del Este y Haradrim, restableciendo el dominio sobre gran parte del territorio que Gondor había perdido en siglos anteriores. Murió a la edad de 210 años, después de 122 años como rey cuando él lo decidió, al igual que los reyes antiguos. Las tumbas de Merry y Pippin (que habían muerto en Gondor 58 años antes) estaban situadas junto a la suya. Fue sucedido en el trono por su hijo, Eldarion. Arwen, sumamente triste por la pérdida de su esposo, abandonó su vida mortal poco después en Lothlórien. Arwen y Aragorn también tenían varias hijas más de las cuales se desconoce su destino. 
Al enterarse de la muerte de Aragorn, Legolas construyó una nave gris en Ithilien, y navegó a las Tierras Immortales, junto con Gimli. "Y cuando ese barco partió, la Comunidad del Anillo en la Tierra Media llegó a su fin".

## Características
Tolkien da una breve pero detallada descripción de Trancos en La Comunidad del Anillo: delgado, alto, con una hirsuta cabellera oscura con mechones canosos, ojos grises y rostro severo y pálido. También se afirma que era el más alto de la Compañía. Algún tiempo después de la publicación de los libros, Tolkien escribió que tenía al menos 6 pies 6 pulgadas (1,98 m) de altura. Aunque tenía 88 años en el momento de la Guerra del Anillo, este era el mejor momento de la vida para un Dúnadan de sangre real, y Tolkien escribió que para aquellos que desconocían su linaje en el personaje Aragorn era un "hombre endurecido de unos 45". En "Un fragmento de la historia de Aragorn y Arwen", que se encuentra en los Apéndices, fue descrito como a menudo sombrío y triste, con momentos inesperados de ligereza.
Aragorn poseía la sabiduría de los Elfos, debido a su infancia en Rivendel con Elrond, y la previsión de los Dúnedain. Era un sanador experto, especialmente con la planta athelas (también conocida como Hoja del rey). Era un guerrero poderoso y un comandante incomparable; después de la Batalla de los Campos del Pelennor, él, Éomer e Imrahil quedaron ilesos, a pesar de que habían estado en el centro de la lucha. Debido a su posición como heredero de Isildur, Aragorn tenía poderes impresionantes para un hombre y, como propietario legítimo de la Palantir de Orthanc, lo usó para declararse a sí mismo como el heredero de Isildur a Sauron, tratando de distraer a Sauron.
Aunque era sabio y fuerte, no era inmune a la duda. Dudó de la sabiduría de sus decisiones mientras dirigía la Comunidad después de la pérdida de Gandalf en Moria, y se culpó a sí mismo por muchas de sus desgracias posteriores.

## Ascendencia
| Melian la Maia | Melian la Maia | Melian la Maia | Melian la Maia | Melian la Maia   | Melian la Maia   |                  |                  | Thingol de los Teleri | Thingol de los Teleri | Thingol de los Teleri | Thingol de los Teleri | Thingol de los Teleri | Thingol de los Teleri |         |         | Casa de Bëor | Casa de Bëor | Casa de Bëor | Casa de Bëor | Casa de Bëor | Casa de Bëor |                                         |                                         |                                         |                                         |                                         |                                         | Casa de Haleth            | Casa de Haleth            | Casa de Haleth            | Casa de Haleth            | Casa de Haleth  | Casa de Haleth  |                           |                           | Casa de Hador             | Casa de Hador             | Casa de Hador             | Casa de Hador             | Casa de Hador        | Casa de Hador        |                      |                      | Finwë de los Noldor | Finwë de los Noldor | Finwë de los Noldor | Finwë de los Noldor | Finwë de los Noldor | Finwë de los Noldor |                   |                   | Indis de los Vanyar | Indis de los Vanyar | Indis de los Vanyar | Indis de los Vanyar | Indis de los Vanyar | Indis de los Vanyar |           |           | Olwë de los Teleri | Olwë de los Teleri | Olwë de los Teleri | Olwë de los Teleri | Olwë de los Teleri | Olwë de los Teleri |  |  |  |  |  |  |  |  |  |  |
| Melian la Maia | Melian la Maia | Melian la Maia | Melian la Maia | Melian la Maia   | Melian la Maia   |                  |                  | Thingol de los Teleri | Thingol de los Teleri | Thingol de los Teleri | Thingol de los Teleri | Thingol de los Teleri | Thingol de los Teleri |         |         | Casa de Bëor | Casa de Bëor | Casa de Bëor | Casa de Bëor | Casa de Bëor | Casa de Bëor |                                         |                                         |                                         |                                         |                                         |                                         | Casa de Haleth            | Casa de Haleth            | Casa de Haleth            | Casa de Haleth            | Casa de Haleth  | Casa de Haleth  |                           |                           | Casa de Hador             | Casa de Hador             | Casa de Hador             | Casa de Hador             | Casa de Hador        | Casa de Hador        |                      |                      | Finwë de los Noldor | Finwë de los Noldor | Finwë de los Noldor | Finwë de los Noldor | Finwë de los Noldor | Finwë de los Noldor |                   |                   | Indis de los Vanyar | Indis de los Vanyar | Indis de los Vanyar | Indis de los Vanyar | Indis de los Vanyar | Indis de los Vanyar |           |           | Olwë de los Teleri | Olwë de los Teleri | Olwë de los Teleri | Olwë de los Teleri | Olwë de los Teleri | Olwë de los Teleri |  |  |  |  |  |  |  |  |  |  |
|                |                |                |                |                  |                  |                  |                  |                       |                       |                       |                       |                       |                       |         |         |              |              |              |              |              |              |                                         |                                         |                                         |                                         |                                         |                                         |                           |                           |                           |                           |                 |                 |                           |                           |                           |                           |                           |                           |                      |                      |                      |                      |                     |                     |                     |                     |                     |                     |                   |                   |                     |                     |                     |                     |                     |                     |           |           |                    |                    |                    |                    |                    |                    |  |  |  |  |  |  |  |  |  |  |
|                |                |                |                |                  |                  |                  |                  |                       |                       |                       |                       |                       |                       |         |         |              |              |              |              |              |              |                                         |                                         |                                         |                                         |                                         |                                         |                           |                           |                           |                           |                 |                 |                           |                           |                           |                           |                           |                           |                      |                      |                      |                      |                     |                     |                     |                     |                     |                     |                   |                   |                     |                     |                     |                     |                     |                     |           |           |                    |                    |                    |                    |                    |                    |  |  |  |  |  |  |  |  |  |  |
|                |                |                |                |                  |                  |                  |                  |                       |                       |                       |                       | Barahir               | Barahir               | Barahir | Barahir | Barahir      | Barahir      |              |              | Belegund     | Belegund     | Belegund                                | Belegund                                | Belegund                                | Belegund                                |                                         |                                         | Hareth                    | Hareth                    | Hareth                    | Hareth                    | Hareth          | Hareth          |                           |                           | Galdor                    | Galdor                    | Galdor                    | Galdor                    | Galdor               | Galdor               |                      |                      | Fingolfin           | Fingolfin           | Fingolfin           | Fingolfin           | Fingolfin           | Fingolfin           |                   |                   | Finarfin            | Finarfin            | Finarfin            | Finarfin            | Finarfin            | Finarfin            |           |           | Eärwen             | Eärwen             | Eärwen             | Eärwen             | Eärwen             | Eärwen             |  |  |  |  |  |  |  |  |  |  |
|                |                |                |                |                  |                  |                  |                  |                       |                       |                       |                       | Barahir               | Barahir               | Barahir | Barahir | Barahir      | Barahir      |              |              | Belegund     | Belegund     | Belegund                                | Belegund                                | Belegund                                | Belegund                                |                                         |                                         | Hareth                    | Hareth                    | Hareth                    | Hareth                    | Hareth          | Hareth          |                           |                           | Galdor                    | Galdor                    | Galdor                    | Galdor                    | Galdor               | Galdor               |                      |                      | Fingolfin           | Fingolfin           | Fingolfin           | Fingolfin           | Fingolfin           | Fingolfin           |                   |                   | Finarfin            | Finarfin            | Finarfin            | Finarfin            | Finarfin            | Finarfin            |           |           | Eärwen             | Eärwen             | Eärwen             | Eärwen             | Eärwen             | Eärwen             |  |  |  |  |  |  |  |  |  |  |
|                |                |                |                |                  |                  |                  |                  |                       |                       |                       |                       |                       |                       |         |         |              |              |              |              |              |              |                                         |                                         |                                         |                                         |                                         |                                         |                           |                           |                           |                           |                 |                 |                           |                           |                           |                           |                           |                           |                      |                      |                      |                      |                     |                     |                     |                     |                     |                     |                   |                   |                     |                     |                     |                     |                     |                     |           |           |                    |                    |                    |                    |                    |                    |  |  |  |  |  |  |  |  |  |  |
|                |                |                |                | Lúthien Tinúviel | Lúthien Tinúviel | Lúthien Tinúviel | Lúthien Tinúviel | Lúthien Tinúviel      | Lúthien Tinúviel      |                       |                       | Beren                 | Beren                 | Beren   | Beren   | Beren        | Beren        |              |              | Rían         | Rían         | Rían                                    | Rían                                    | Rían                                    | Rían                                    |                                         |                                         |                           |                           |                           |                           | Huor            | Huor            | Huor                      | Huor                      | Huor                      | Huor                      |                           |                           |                      |                      |                      |                      | Turgon              | Turgon              | Turgon              | Turgon              | Turgon              | Turgon              |                   |                   | Elenwë              | Elenwë              | Elenwë              | Elenwë              | Elenwë              | Elenwë              |           |           |                    |                    |                    |                    |                    |                    |  |  |  |  |  |  |  |  |  |  |
|                |                |                |                | Lúthien Tinúviel | Lúthien Tinúviel | Lúthien Tinúviel | Lúthien Tinúviel | Lúthien Tinúviel      | Lúthien Tinúviel      |                       |                       | Beren                 | Beren                 | Beren   | Beren   | Beren        | Beren        |              |              | Rían         | Rían         | Rían                                    | Rían                                    | Rían                                    | Rían                                    |                                         |                                         |                           |                           |                           |                           | Huor            | Huor            | Huor                      | Huor                      | Huor                      | Huor                      |                           |                           |                      |                      |                      |                      | Turgon              | Turgon              | Turgon              | Turgon              | Turgon              | Turgon              |                   |                   | Elenwë              | Elenwë              | Elenwë              | Elenwë              | Elenwë              | Elenwë              |           |           |                    |                    |                    |                    |                    |                    |  |  |  |  |  |  |  |  |  |  |
|                |                |                |                |                  |                  |                  |                  |                       |                       |                       |                       |                       |                       |         |         |              |              |              |              |              |              |                                         |                                         |                                         |                                         |                                         |                                         |                           |                           |                           |                           |                 |                 |                           |                           |                           |                           |                           |                           |                      |                      |                      |                      |                     |                     |                     |                     |                     |                     |                   |                   |                     |                     |                     |                     |                     |                     |           |           |                    |                    |                    |                    |                    |                    |  |  |  |  |  |  |  |  |  |  |
|                |                |                |                |                  |                  |                  |                  | Dior Elúchil          | Dior Elúchil          | Dior Elúchil          | Dior Elúchil          | Dior Elúchil          | Dior Elúchil          |         |         | Nimloth      | Nimloth      | Nimloth      | Nimloth      | Nimloth      | Nimloth      |                                         |                                         |                                         |                                         | Tuor                                    | Tuor                                    | Tuor                      | Tuor                      | Tuor                      | Tuor                      |                 |                 |                           |                           |                           |                           |                           |                           |                      |                      |                      |                      |                     |                     |                     |                     | Idril Celebrindal   | Idril Celebrindal   | Idril Celebrindal | Idril Celebrindal | Idril Celebrindal   | Idril Celebrindal   |                     |                     |                     |                     |           |           |                    |                    |                    |                    |                    |                    |  |  |  |  |  |  |  |  |  |  |
|                |                |                |                |                  |                  |                  |                  | Dior Elúchil          | Dior Elúchil          | Dior Elúchil          | Dior Elúchil          | Dior Elúchil          | Dior Elúchil          |         |         | Nimloth      | Nimloth      | Nimloth      | Nimloth      | Nimloth      | Nimloth      |                                         |                                         |                                         |                                         | Tuor                                    | Tuor                                    | Tuor                      | Tuor                      | Tuor                      | Tuor                      |                 |                 |                           |                           |                           |                           |                           |                           |                      |                      |                      |                      |                     |                     |                     |                     | Idril Celebrindal   | Idril Celebrindal   | Idril Celebrindal | Idril Celebrindal | Idril Celebrindal   | Idril Celebrindal   |                     |                     |                     |                     |           |           |                    |                    |                    |                    |                    |                    |  |  |  |  |  |  |  |  |  |  |
|                |                |                |                |                  |                  |                  |                  |                       |                       |                       |                       |                       |                       |         |         |              |              |              |              |              |              |                                         |                                         |                                         |                                         |                                         |                                         |                           |                           |                           |                           |                 |                 |                           |                           |                           |                           |                           |                           |                      |                      |                      |                      |                     |                     |                     |                     |                     |                     |                   |                   |                     |                     |                     |                     |                     |                     |           |           |                    |                    |                    |                    |                    |                    |  |  |  |  |  |  |  |  |  |  |
|                |                |                |                |                  |                  |                  |                  |                       |                       |                       |                       |                       |                       |         |         |              |              |              |              |              |              |                                         |                                         |                                         |                                         |                                         |                                         |                           |                           |                           |                           |                 |                 |                           |                           |                           |                           |                           |                           |                      |                      |                      |                      |                     |                     |                     |                     |                     |                     |                   |                   |                     |                     |                     |                     |                     |                     |           |           |                    |                    |                    |                    |                    |                    |  |  |  |  |  |  |  |  |  |  |
|                |                |                |                | Eluréd           | Eluréd           | Eluréd           | Eluréd           | Eluréd                | Eluréd                |                       |                       | Elurín                | Elurín                | Elurín  | Elurín  | Elurín       | Elurín       |              |              | Elwing       | Elwing       | Elwing                                  | Elwing                                  | Elwing                                  | Elwing                                  |                                         |                                         |                           |                           |                           |                           |                 |                 |                           |                           |                           |                           | Eärendil el Marinero      | Eärendil el Marinero      | Eärendil el Marinero | Eärendil el Marinero | Eärendil el Marinero | Eärendil el Marinero |                     |                     |                     |                     | Celeborn            | Celeborn            | Celeborn          | Celeborn          | Celeborn            | Celeborn            |                     |                     | Galadriel           | Galadriel           | Galadriel | Galadriel | Galadriel          | Galadriel          |                    |                    |                    |                    |  |  |  |  |  |  |  |  |  |  |
|                |                |                |                | Eluréd           | Eluréd           | Eluréd           | Eluréd           | Eluréd                | Eluréd                |                       |                       | Elurín                | Elurín                | Elurín  | Elurín  | Elurín       | Elurín       |              |              | Elwing       | Elwing       | Elwing                                  | Elwing                                  | Elwing                                  | Elwing                                  |                                         |                                         |                           |                           |                           |                           |                 |                 |                           |                           |                           |                           | Eärendil el Marinero      | Eärendil el Marinero      | Eärendil el Marinero | Eärendil el Marinero | Eärendil el Marinero | Eärendil el Marinero |                     |                     |                     |                     | Celeborn            | Celeborn            | Celeborn          | Celeborn          | Celeborn            | Celeborn            |                     |                     | Galadriel           | Galadriel           | Galadriel | Galadriel | Galadriel          | Galadriel          |                    |                    |                    |                    |  |  |  |  |  |  |  |  |  |  |
|                |                |                |                |                  |                  |                  |                  |                       |                       |                       |                       |                       |                       |         |         |              |              |              |              |              |              |                                         |                                         |                                         |                                         |                                         |                                         |                           |                           |                           |                           |                 |                 |                           |                           |                           |                           |                           |                           |                      |                      |                      |                      |                     |                     |                     |                     |                     |                     |                   |                   |                     |                     |                     |                     |                     |                     |           |           |                    |                    |                    |                    |                    |                    |  |  |  |  |  |  |  |  |  |  |
|                |                |                |                |                  |                  |                  |                  |                       |                       |                       |                       |                       |                       |         |         |              |              |              |              |              |              |                                         |                                         |                                         |                                         |                                         |                                         |                           |                           |                           |                           |                 |                 |                           |                           |                           |                           |                           |                           |                      |                      |                      |                      |                     |                     |                     |                     |                     |                     |                   |                   |                     |                     |                     |                     |                     |                     |           |           |                    |                    |                    |                    |                    |                    |  |  |  |  |  |  |  |  |  |  |
|                |                |                |                |                  |                  |                  |                  |                       |                       |                       |                       |                       |                       |         |         |              |              |              |              |              |              |                                         |                                         |                                         |                                         | Elros Tar-Minyatur                      | Elros Tar-Minyatur                      | Elros Tar-Minyatur        | Elros Tar-Minyatur        | Elros Tar-Minyatur        | Elros Tar-Minyatur        |                 |                 | Elrond                    | Elrond                    | Elrond                    | Elrond                    | Elrond                    | Elrond                    |                      |                      |                      |                      |                     |                     |                     |                     |                     |                     |                   |                   | Celebrían           | Celebrían           | Celebrían           | Celebrían           | Celebrían           | Celebrían           |           |           |                    |                    |                    |                    |                    |                    |  |  |  |  |  |  |  |  |  |  |
|                |                |                |                |                  |                  |                  |                  |                       |                       |                       |                       |                       |                       |         |         |              |              |              |              |              |              |                                         |                                         |                                         |                                         | Elros Tar-Minyatur                      | Elros Tar-Minyatur                      | Elros Tar-Minyatur        | Elros Tar-Minyatur        | Elros Tar-Minyatur        | Elros Tar-Minyatur        |                 |                 | Elrond                    | Elrond                    | Elrond                    | Elrond                    | Elrond                    | Elrond                    |                      |                      |                      |                      |                     |                     |                     |                     |                     |                     |                   |                   | Celebrían           | Celebrían           | Celebrían           | Celebrían           | Celebrían           | Celebrían           |           |           |                    |                    |                    |                    |                    |                    |  |  |  |  |  |  |  |  |  |  |
|                |                |                |                |                  |                  |                  |                  |                       |                       |                       |                       |                       |                       |         |         |              |              |              |              |              |              |                                         |                                         |                                         |                                         |                                         |                                         |                           |                           |                           |                           |                 |                 |                           |                           |                           |                           |                           |                           |                      |                      |                      |                      |                     |                     |                     |                     |                     |                     |                   |                   |                     |                     |                     |                     |                     |                     |           |           |                    |                    |                    |                    |                    |                    |  |  |  |  |  |  |  |  |  |  |
|                |                |                |                |                  |                  |                  |                  |                       |                       |                       |                       |                       |                       |         |         |              |              |              |              |              |              |                                         |                                         |                                         |                                         | Reyes de Númenor Señores de Andúnië     |                                         |                           |                           |                           |                           |                 |                 |                           |                           |                           |                           |                           |                           |                      |                      |                      |                      |                     |                     |                     |                     |                     |                     |                   |                   |                     |                     |                     |                     |                     |                     |           |           |                    |                    |                    |                    |                    |                    |  |  |  |  |  |  |  |  |  |  |
|                |                |                |                |                  |                  |                  |                  |                       |                       |                       |                       |                       |                       |         |         |              |              |              |              |              |              |                                         |                                         |                                         |                                         |                                         |                                         |                           |                           |                           |                           |                 |                 |                           |                           |                           |                           |                           |                           |                      |                      |                      |                      |                     |                     |                     |                     |                     |                     |                   |                   |                     |                     |                     |                     |                     |                     |           |           |                    |                    |                    |                    |                    |                    |  |  |  |  |  |  |  |  |  |  |
|                |                |                |                |                  |                  |                  |                  |                       |                       |                       |                       |                       |                       |         |         |              |              |              |              |              |              |                                         |                                         |                                         |                                         | Elendil                                 |                                         |                           |                           |                           |                           |                 |                 |                           |                           |                           |                           |                           |                           |                      |                      |                      |                      |                     |                     |                     |                     |                     |                     |                   |                   |                     |                     |                     |                     |                     |                     |           |           |                    |                    |                    |                    |                    |                    |  |  |  |  |  |  |  |  |  |  |
|                |                |                |                |                  |                  |                  |                  |                       |                       |                       |                       |                       |                       |         |         |              |              |              |              |              |              |                                         |                                         |                                         |                                         |                                         |                                         |                           |                           |                           |                           |                 |                 |                           |                           |                           |                           |                           |                           |                      |                      |                      |                      |                     |                     |                     |                     |                     |                     |                   |                   |                     |                     |                     |                     |                     |                     |           |           |                    |                    |                    |                    |                    |                    |  |  |  |  |  |  |  |  |  |  |
|                |                |                |                |                  |                  |                  |                  |                       |                       |                       |                       |                       |                       |         |         |              |              |              |              |              |              |                                         |                                         |                                         |                                         |                                         |                                         |                           |                           |                           |                           |                 |                 |                           |                           |                           |                           |                           |                           |                      |                      |                      |                      |                     |                     |                     |                     |                     |                     |                   |                   |                     |                     |                     |                     |                     |                     |           |           |                    |                    |                    |                    |                    |                    |  |  |  |  |  |  |  |  |  |  |
|                |                |                |                |                  |                  |                  |                  |                       |                       |                       |                       |                       |                       |         |         |              |              |              |              |              |              | Isildur                                 | Isildur                                 | Isildur                                 | Isildur                                 | Isildur                                 | Isildur                                 |                           |                           | Anárion                   | Anárion                   | Anárion         | Anárion         | Anárion                   | Anárion                   |                           |                           |                           |                           |                      |                      |                      |                      |                     |                     |                     |                     |                     |                     |                   |                   |                     |                     |                     |                     |                     |                     |           |           |                    |                    |                    |                    |                    |                    |  |  |  |  |  |  |  |  |  |  |
|                |                |                |                |                  |                  |                  |                  |                       |                       |                       |                       |                       |                       |         |         |              |              |              |              |              |              | Isildur                                 | Isildur                                 | Isildur                                 | Isildur                                 | Isildur                                 | Isildur                                 |                           |                           | Anárion                   | Anárion                   | Anárion         | Anárion         | Anárion                   | Anárion                   |                           |                           |                           |                           |                      |                      |                      |                      |                     |                     |                     |                     |                     |                     |                   |                   |                     |                     |                     |                     |                     |                     |           |           |                    |                    |                    |                    |                    |                    |  |  |  |  |  |  |  |  |  |  |
|                |                |                |                |                  |                  |                  |                  |                       |                       |                       |                       |                       |                       |         |         |              |              |              |              |              |              | Altos Reyes de Arnor Reyes de Arthedain | Altos Reyes de Arnor Reyes de Arthedain | Altos Reyes de Arnor Reyes de Arthedain | Altos Reyes de Arnor Reyes de Arthedain | Altos Reyes de Arnor Reyes de Arthedain | Altos Reyes de Arnor Reyes de Arthedain |                           |                           | Reyes de Gondor           | Reyes de Gondor           | Reyes de Gondor | Reyes de Gondor | Reyes de Gondor           | Reyes de Gondor           |                           |                           |                           |                           |                      |                      |                      |                      |                     |                     |                     |                     |                     |                     |                   |                   |                     |                     |                     |                     |                     |                     |           |           |                    |                    |                    |                    |                    |                    |  |  |  |  |  |  |  |  |  |  |
|                |                |                |                |                  |                  |                  |                  |                       |                       |                       |                       |                       |                       |         |         |              |              |              |              |              |              | Altos Reyes de Arnor Reyes de Arthedain | Altos Reyes de Arnor Reyes de Arthedain | Altos Reyes de Arnor Reyes de Arthedain | Altos Reyes de Arnor Reyes de Arthedain | Altos Reyes de Arnor Reyes de Arthedain | Altos Reyes de Arnor Reyes de Arthedain |                           |                           | Reyes de Gondor           | Reyes de Gondor           | Reyes de Gondor | Reyes de Gondor | Reyes de Gondor           | Reyes de Gondor           |                           |                           |                           |                           |                      |                      |                      |                      |                     |                     |                     |                     |                     |                     |                   |                   |                     |                     |                     |                     |                     |                     |           |           |                    |                    |                    |                    |                    |                    |  |  |  |  |  |  |  |  |  |  |
|                |                |                |                |                  |                  |                  |                  |                       |                       |                       |                       |                       |                       |         |         |              |              |              |              |              |              |                                         |                                         |                                         |                                         |                                         |                                         |                           |                           |                           |                           |                 |                 |                           |                           |                           |                           |                           |                           |                      |                      |                      |                      |                     |                     |                     |                     |                     |                     |                   |                   |                     |                     |                     |                     |                     |                     |           |           |                    |                    |                    |                    |                    |                    |  |  |  |  |  |  |  |  |  |  |
|                |                |                |                |                  |                  |                  |                  |                       |                       |                       |                       |                       |                       |         |         |              |              |              |              |              |              |                                         |                                         |                                         |                                         | Montaraces del Norte                    |                                         |                           |                           |                           |                           |                 |                 |                           |                           |                           |                           |                           |                           |                      |                      |                      |                      |                     |                     |                     |                     |                     |                     |                   |                   |                     |                     |                     |                     |                     |                     |           |           |                    |                    |                    |                    |                    |                    |  |  |  |  |  |  |  |  |  |  |
|                |                |                |                |                  |                  |                  |                  |                       |                       |                       |                       |                       |                       |         |         |              |              |              |              |              |              |                                         |                                         |                                         |                                         |                                         |                                         |                           |                           |                           |                           |                 |                 |                           |                           |                           |                           |                           |                           |                      |                      |                      |                      |                     |                     |                     |                     |                     |                     |                   |                   |                     |                     |                     |                     |                     |                     |           |           |                    |                    |                    |                    |                    |                    |  |  |  |  |  |  |  |  |  |  |
|                |                |                |                |                  |                  |                  |                  |                       |                       |                       |                       |                       |                       |         |         |              |              |              |              |              |              |                                         |                                         |                                         |                                         |                                         |                                         |                           |                           |                           |                           |                 |                 |                           |                           |                           |                           |                           |                           |                      |                      |                      |                      |                     |                     |                     |                     |                     |                     |                   |                   |                     |                     |                     |                     |                     |                     |           |           |                    |                    |                    |                    |                    |                    |  |  |  |  |  |  |  |  |  |  |
|                |                |                |                |                  |                  |                  |                  |                       |                       |                       |                       |                       |                       |         |         |              |              |              |              |              |              |                                         |                                         |                                         |                                         | Aragorn Elessar Telcontar               | Aragorn Elessar Telcontar               | Aragorn Elessar Telcontar | Aragorn Elessar Telcontar | Aragorn Elessar Telcontar | Aragorn Elessar Telcontar |                 |                 | Arwen Undómiel            | Arwen Undómiel            | Arwen Undómiel            | Arwen Undómiel            | Arwen Undómiel            | Arwen Undómiel            |                      |                      | Elladan              | Elladan              | Elladan             | Elladan             | Elladan             | Elladan             |                     |                     | Elrohir           | Elrohir           | Elrohir             | Elrohir             | Elrohir             | Elrohir             |                     |                     |           |           |                    |                    |                    |                    |                    |                    |  |  |  |  |  |  |  |  |  |  |
|                |                |                |                |                  |                  |                  |                  |                       |                       |                       |                       |                       |                       |         |         |              |              |              |              |              |              |                                         |                                         |                                         |                                         | Aragorn Elessar Telcontar               | Aragorn Elessar Telcontar               | Aragorn Elessar Telcontar | Aragorn Elessar Telcontar | Aragorn Elessar Telcontar | Aragorn Elessar Telcontar |                 |                 | Arwen Undómiel            | Arwen Undómiel            | Arwen Undómiel            | Arwen Undómiel            | Arwen Undómiel            | Arwen Undómiel            |                      |                      | Elladan              | Elladan              | Elladan             | Elladan             | Elladan             | Elladan             |                     |                     | Elrohir           | Elrohir           | Elrohir             | Elrohir             | Elrohir             | Elrohir             |                     |                     |           |           |                    |                    |                    |                    |                    |                    |  |  |  |  |  |  |  |  |  |  |
|                |                |                |                |                  |                  |                  |                  |                       |                       |                       |                       |                       |                       |         |         |              |              |              |              |              |              |                                         |                                         |                                         |                                         |                                         |                                         |                           |                           |                           |                           |                 |                 |                           |                           |                           |                           |                           |                           |                      |                      |                      |                      |                     |                     |                     |                     |                     |                     |                   |                   |                     |                     |                     |                     |                     |                     |           |           |                    |                    |                    |                    |                    |                    |  |  |  |  |  |  |  |  |  |  |
|                |                |                |                |                  |                  |                  |                  |                       |                       |                       |                       |                       |                       |         |         |              |              |              |              |              |              |                                         |                                         |                                         |                                         |                                         |                                         |                           |                           |                           |                           |                 |                 |                           |                           |                           |                           |                           |                           |                      |                      |                      |                      |                     |                     |                     |                     |                     |                     |                   |                   |                     |                     |                     |                     |                     |                     |           |           |                    |                    |                    |                    |                    |                    |  |  |  |  |  |  |  |  |  |  |
|                |                |                |                |                  |                  |                  |                  |                       |                       |                       |                       |                       |                       |         |         |              |              |              |              |              |              |                                         |                                         |                                         |                                         | Eldarion                                | Eldarion                                | Eldarion                  | Eldarion                  | Eldarion                  | Eldarion                  |                 |                 | Varias hijas desconocidas | Varias hijas desconocidas | Varias hijas desconocidas | Varias hijas desconocidas | Varias hijas desconocidas | Varias hijas desconocidas |                      |                      |                      |                      |                     |                     |                     |                     |                     |                     |                   |                   |                     |                     |                     |                     |                     |                     |           |           |                    |                    |                    |                    |                    |                    |  |  |  |  |  |  |  |  |  |  |

| Leyenda: Maiar Elfos Hombres Medio-elfos con el destino de los Eldar Medio-elfos con el destino de los Edain Nota: Lúthien Tinúviel murió con el destino de los Edain. Tuor quedó unido al destino de los Eldar. Aragorn también asciende de Anárion, ya que Arvedui, último rey de Arthedain, se casó con Fíriel, única hija sobreviviente del rey Ondoher de Gondor. |

## Nombres y títulos
El nombre Aragorn está escrito en sindarin, y significa "Venerado Rey", de aran, que es "rey", y (n)gorn, "temido" o "venerado".
Este significado de J.R.R. Tolkien no fue revelado hasta el año 2007 en que se publicó "Palabras, frases y pasajes en El Señor de los Anillos", en un manuscrito de una tarde de 1950.
| Nombre              | Significado |
| ------------------- | --- |
| Aragorn II          | Nombre de Aragorn como Capitán de los Dúnedain. Quizá fue nombrado en honor de Aragorn I. |
| Thorongil           | S. "Águila de la Estrella", su seudónimo en Gondor y Rohan. Se pronuncia θoroŋɡil |
| Elessar             | En Quenya "Piedra de Elfo", es el nombre de Aragorn como Rey. A pesar de que muchos le llamen así, en ningún libro se le llama "Aragorn Elessar" ni "Rey Aragorn", y solo es nombrado Elessar hasta su coronación.                                 |
| Enviyatar           | El Renovador |
| Eldhelharn          | Es el equivalente de Elessar en Sindarin, utilizado en la Carta del Rey. Se pronuncia eðel.harn |
| Estel               | Del sindarin "esperanza". El concepto Estel más ampliamente significa "esperanza, confianza, un genio de la menta, constante fija en su propósito, y difícil de disuadir y es poco probable que caiga en la desesperación o abandone su propósito" |
| Trancos             | Sobrenombre que le dieron los habitantes de Bree. Aragorn lo usó burlonamente. |
| Wingfoot            | En español "pies con alas", porque junto con Legolas y Gimli, recorrieron más de 45 leguas en busca de Merry y Pippin secuestrados por los Uruk-hai. El nombre se lo dio Éomer.                                                                    |
| Telcontar           | Es la forma en Quenya de "Trancos", y fue el nombre que uso para la Casa Real. |
| Heredero de Isildur | La forma poética de llamarle por ser el descendiente del Rey Isildur. |
| El Dúnadan          | "El hombre del Oeste", un nombre que le dio Bilbo Bolsón cuando se hicieron amigos. |
| Piernas largas      | Es un apodo que le dieron en Bree, quizá originalmente Bill Helechal, porque las piernas de los hombres de Bree son más pequeñas que las de los Dúnedain.                                                                                          |
| Arakorno            | Una forma rara en Quenya de Aragorn, que se utilizó muy pocas veces. |

## Adaptaciones

### Película
Aragorn fue interpretado por John Hurt en la versión animada de El Señor de los Anillos de Ralph Bakshi. El Aragorn de Bakshi no tiene barba, a diferencia de todas las otras representaciones que seguirían hasta la fecha. Esto en realidad se ajusta a una declaración que aparece en los Cuentos inconclusos que implícitamente dice que Aragorn no debía tener una, debido a su ascendencia élfica.
Sin embargo, Tolkien en realidad escribió en otra parte que uno de los Elfos "tenía" barba; en El Señor de los Anillos se describe al Alto Elfo Círdan como un elfo con barba. También, algunos espectadores y los críticos han dicho que esta versión de Aragorn parece nativo americano.
Aragorn fue interpretado por Theodore Bikel en la versión animada de Arthur Rankin Jr. y Jules Bass de 1980 El Retorno del Rey, filmada para televisión. Robert Stephens interpretó a Aragorn en la serie de BBC Radio de 1981 El Señor de los Anillos. Kari Väänänen lo interpretó en la televisión finlandesa Hobitit en 1993.
En la trilogía cinematográfica de El Señor de los Anillos (2001-2003) dirigida por Peter Jackson, Aragorn es interpretado por el actor danés-estadounidense Viggo Mortensen, que asumió el rol de Stuart Townsend después de cuatro días de filmación porque Jackson manifestó que Townsend era demasiado joven para el papel. Una diferencia notable en las películas de Jackson es que, al principio, Aragorn no maneja a Andúril. En su lugar, utiliza una espada diferente, sin nombre, en las dos primeras películas y recibe la espada reforjada de su antepasado en la tercera película. La interpretación de Mortensen de Aragorn le ganó el título de los 15 mejores personajes de películas de todos los tiempos (en 2015) por la revista  Empire.